# Scopidae (familie)
Scopidae is een familie van vogels uit de orde roeipotigen. De familie telt één geslacht met één soort.

## Taxonomie
- Geslacht Scopus
  - Scopus umbretta (Hamerkop)

Ardeidae (Reigers) · Balaenicipitidae · Pelecanidae (Pelikanen) · Scopidae· Threskiornithidae (Ibissen en lepelaars)